# استودیو بازی‌سازی بوکه
استودیو بازی‌سازی بوکه یا استودیو بوکه گیم یک شرکت توسعه‌دهنده بازی‌های ویدئویی است که در توکیو، ژاپن واقع شده‌است. این شرکت توسط کیچیرو تویاما پس از جدایی او از سونی اینتراکتیو انترتینمنت تأسیس شد. این استودیو در گیم آواردز ۲۰۲۱ از نخستین عنوان بازی خود با نام اسلیترهد رونمایی کرد.